# Lirou (Orb)
Der Lirou ist ein Fluss in Frankreich, der im Département Hérault in der Region Okzitanien verläuft. Er entspringt unter dem Namen Ruisseau de Gragnos am nördlichen Ortsrand von Villespassans, entwässert anfangs Richtung Nordost, dreht dann auf Südost, durchquert die Landschaft Minervois und mündet nach 30 Kilometern gegenüber der Altstadt von Béziers als rechter Nebenfluss in den Orb.

## Orte am Fluss
(in Fließreihenfolge)
- Villespassans
- Cébazan
- Creissan
- Puisserguier
- Maureilhan
- Béziers

## Sehenswürdigkeiten
An der Flussmündung bei Béziers quert eine alte Brücke (Pont Vieux) aus dem 12. Jahrhundert den Orb, die als Monument historique denkmalgeschützt ist.